# سان مینیاتو
سان مینیاتو (به ایتالیایی: San Miniato) یک منطقهٔ مسکونی در ایتالیا است که در استان پیزا واقع شده‌است.

## خصوصیات
سان مینیاتو ۱۰۲ کیلومترمربع مساحت و ۲۸٬۲۵۷ نفر جمعیت دارد و ۱۴۰ متر بالاتر از سطح دریا واقع شده‌است.

## خواهرخوانده
شهرهای بیت‌لحم، آواگادوگو، سیی (بلژیک)، Villeneuve-lès-Avignon, Polignano a Mare و Boujdour خواهرخوانده‌های سان مینیاتو هستند.